# Brigade lituano-polono-ukrainienne
 (mars 2022).
La mise en forme du texte ne suit pas les recommandations de Wikipédia : il faut le « wikifier ».
Les points d'amélioration suivants sont les cas les plus fréquents. Le détail des points à revoir est peut-être précisé sur la page de discussion.
- Les titres sont pré-formatés par le logiciel. Ils ne sont ni en capitales, ni en gras.
- Le texte ne doit pas être écrit en capitales (les noms de famille non plus), ni en gras, ni en italique, ni en « petit »…
- Le gras n'est utilisé que pour surligner le titre de l'article dans l'introduction, une seule fois.
- L'italique est rarement utilisé : mots en langue étrangère, titres d'œuvres, noms de bateaux, etc.
- Les citations ne sont pas en italique mais en corps de texte normal. Elles sont entourées par des guillemets français : « et ».
- Les listes à puces sont à éviter, des paragraphes rédigés étant largement préférés. Les tableaux sont à réserver à la présentation de données structurées (résultats, etc.).
- Les appels de note de bas de page (petits chiffres en exposant, introduits par l'outil «  Source ») sont à placer entre la fin de phrase et le point final[comme ça].
- Les liens internes (vers d'autres articles de Wikipédia) sont à choisir avec parcimonie. Créez des liens vers des articles approfondissant le sujet. Les termes génériques sans rapport avec le sujet sont à éviter, ainsi que les répétitions de liens vers un même terme.
- Les liens externes sont à placer uniquement dans une section « Liens externes », à la fin de l'article. Ces liens sont à choisir avec parcimonie suivant les règles définies. Si un lien sert de source à l'article, son insertion dans le texte est à faire par les notes de bas de page.
- La présentation des références doit suivre les conventions bibliographiques. Il est recommandé d'utiliser les modèles {{Ouvrage}}, {{Chapitre}}, {{Article}}, {{Lien web}} et/ou {{Bibliographie}}. Le mode d'édition visuel peut mettre en forme automatiquement les références.
- Insérer une infobox (cadre d'informations à droite) n'est pas obligatoire pour parachever la mise en page.

Pour une aide détaillée, merci de consulter Aide:Wikification.
Si vous pensez que ces points ont été résolus, vous pouvez retirer ce bandeau et améliorer la mise en forme d'un autre article.

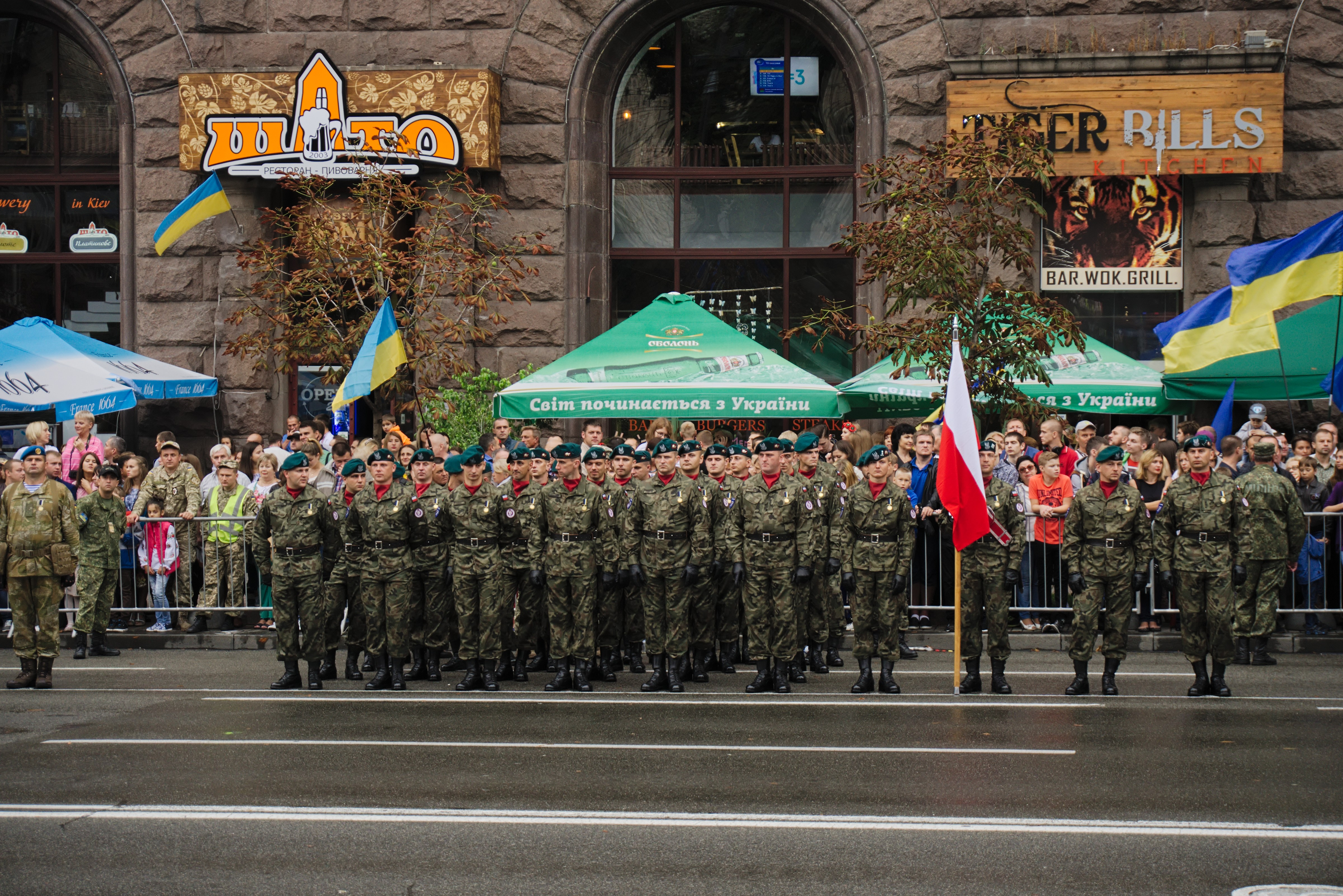
Des membres de la Brigade polono-lituanienne-ukrainienne dans la rue lors d'un Défilé du Jour de l'indépendance à Kiev en 2016.

La Brigade lituano-polono-ukrainienne (LITPOLUKRBRIG ; en lituanien : Lietuvos-Lenkijos-Ukrainos brigada, LITPOLUKRBRIG ; en ukrainien : Литовсько-Польсько-Українська Бригада, ЛИТПОЛУКРБРИГ ; en polonais : Brygada litewsko-polsko-ukraińska) est une brigade multinationale des pays du triangle de Lublin composée d'unités des armées lituanienne, polonaise et ukrainienne. D'autres pays sont libres d'adhérer à l'accord trilatéral. Un accord sur sa création a été signé le 16 novembre 2009. La brigade devait atteindre le statut opérationnel à l'automne 2011, mais il a été retardé pour 2012, puis 2013. L'unité a finalement été formée le 19 septembre 2014. En juillet 2015, les ministres de la défense des trois pays ont signé un accord sur le fonctionnement de l'unité.
Le siège social de LITPOLUKRBRIG a été inauguré à Lublin (Pologne) le 25 janvier 2016.
La Lituanie et la Pologne sont membres de l'OTAN, l'Ukraine ne l'est pas actuellement mais a été invitée à rejoindre le plan d'action pour l'adhésion à l'OTAN en janvier 2008.

## Histoire

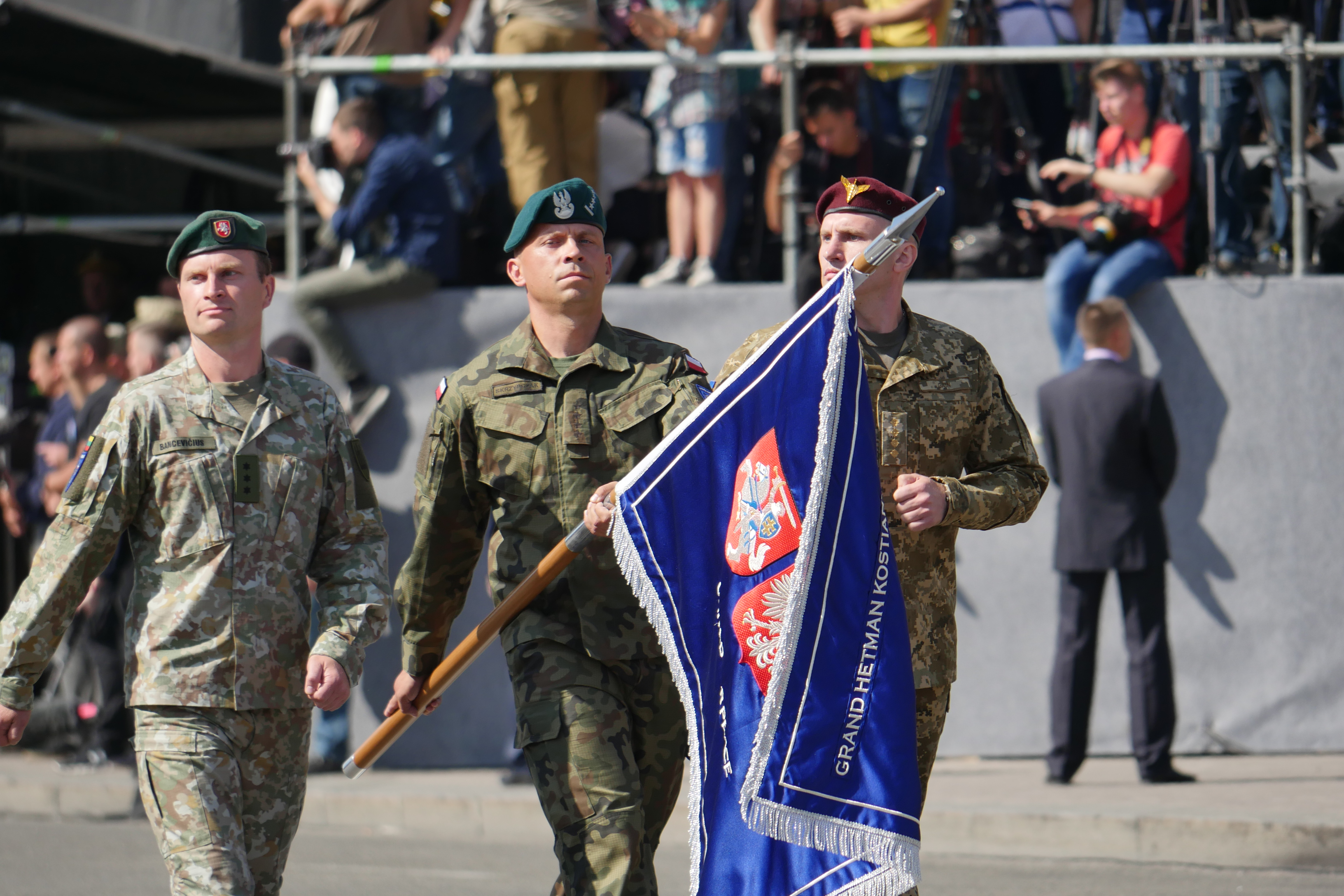
2018 le drapeau de l'unité.

Le 14 juin 2007, lors d'une réunion des ministres de la Défense de l'UE, les ministres lituanien, polonais et ukrainien sont convenus de créer une unité multinationale. À l'automne 2008, le type d'unité proposé a été spécifié comme étant une brigade. Les trois pays ont eu l'expérience d'opérations militaires conjointes passées, notamment par le biais du bataillon des forces de paix lituano-polonaises et du bataillon des forces de paix polono-ukrainiennes. En novembre 2009, un « protocole d'intention » couvrant la formation d'une brigade mixte lituanienne, polonaise et ukrainienne a été signé par le ministre de la Défense de Lituanie, Rasa Jukneviciene, le secrétaire adjoint du ministère polonais de la Défense Stanisław Komorowski. (représentant le ministre polonais de la Défense indisposé, Bogdan Klich) et le ministre ukrainien de la Défense par intérim Valeriy Ivashchenko,.
Le 17 mars 2014, The Daily Telegraph (édition en ligne) a rapporté, dans le cadre de sa couverture en direct de la crise de Crimée de 2014, que le ministère polonais de la Défense avait annoncé qu'il relançait des plans pour établir une brigade militaire conjointe polonaise, ukrainienne et lituanienne.
Le ministère a déclaré que « les ministres de la Défense se réuniraient plus tard dans la semaine pour discuter de la formation de la brigade qui chevaucherait la frontière orientale de l'OTAN et rapprocherait les forces armées ukrainiennes du giron occidental ».

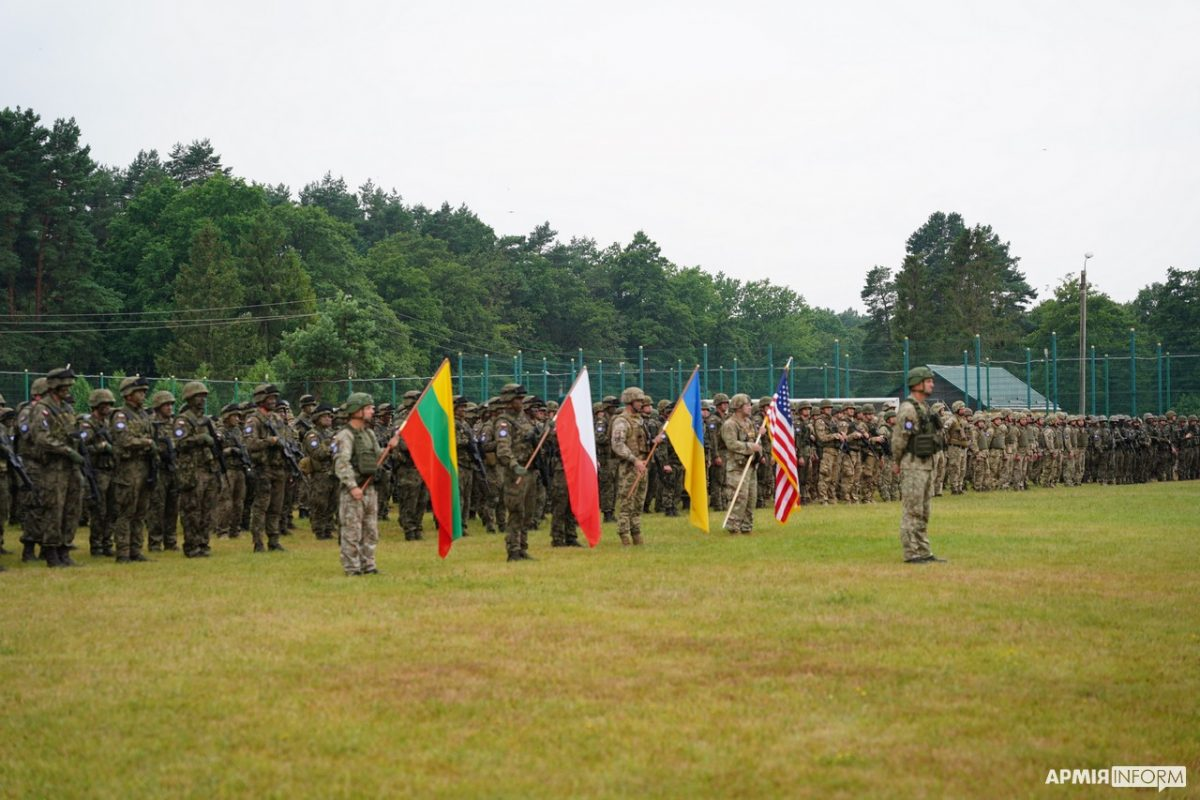
Exercice Trois épées de 2021, la brigade avec des unités américaines.

En février 2016, la brigade a participé à l'exercice d'entraînement "Brave Band". Après l'exercice du 11 décembre 2016 common challenge-16 la brigade est devenue opérationnelle par rapport aux normes otaniennes.
En 2024, la brigade participe à l'exercice de commandement "Trois épées 2024" avec la présence de Ihor Skybiouk.

## Organisation

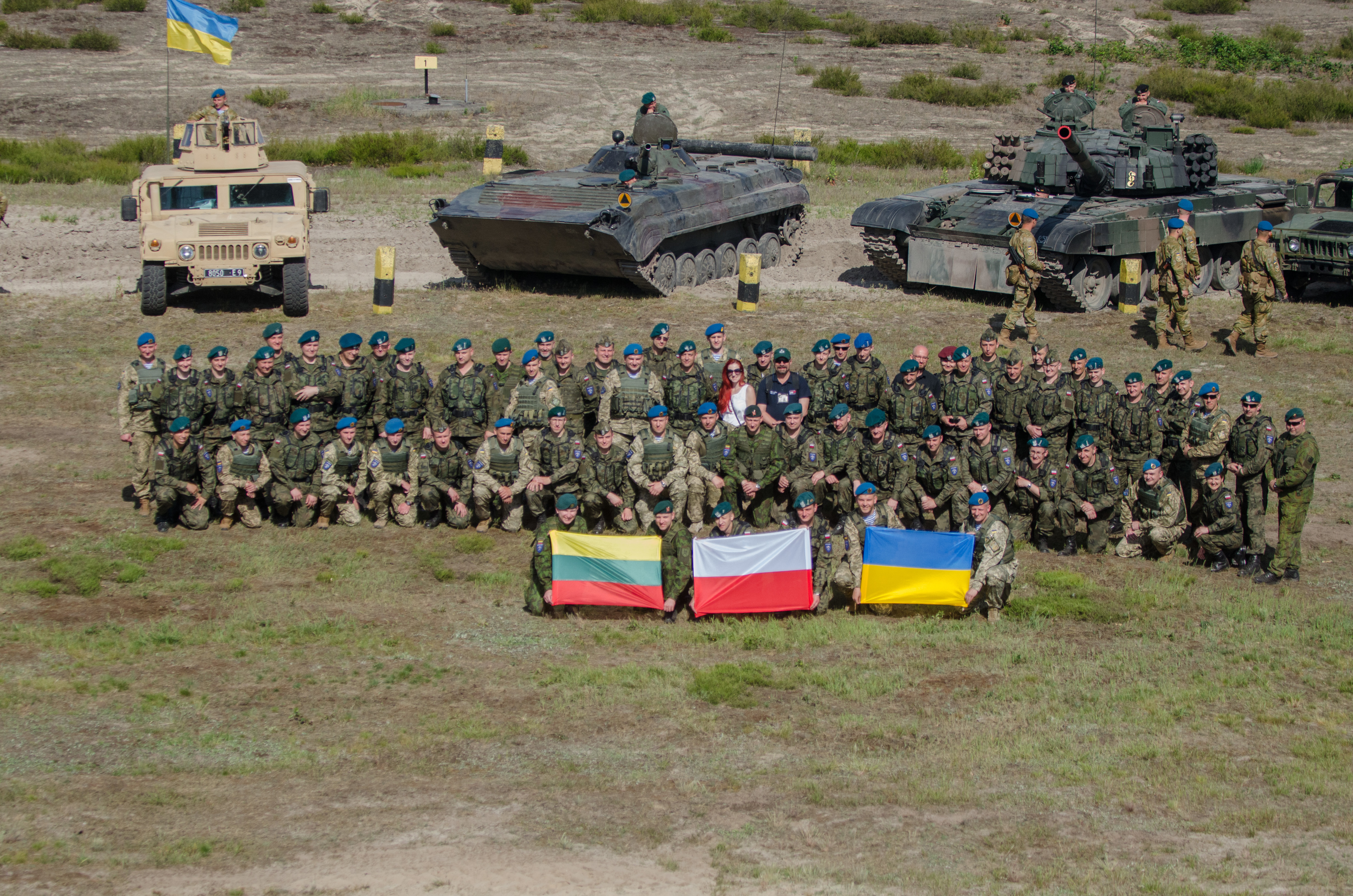
LITPOLUKRBRIG en 2016.

La brigade a son quartier général et son état-major à Lublin, les composantes nationales étant stationnées dans leurs pays respectifs et ne se rassemblant que pour des exercices et des missions à l'étranger. Seuls ses officiers d'état-major sont censés coopérer de manière régulière. L'unité est destinée à être utilisée pour remplir les tâches qui lui sont confiées par l'OTAN, l'Union européenne (UE) et les Nations Unies. La langue de fonctionnement de la brigade est convenue d'être l'anglais. Après la formation de l'unité le 19 septembre 2014, le siège a été officiellement inauguré à Lublin le 25 janvier 2016 lors d'une cérémonie en présence des ministres de la Défense des trois pays.

### Commandants
- 2016 - 2018 : Zenon Brzushki  Pologne,
- 2018 - 2021 : Dmitro Bratichko  Ukraine,
- 2021 à 2023 Colonel Yaroslav Mokszycki  Pologne,
- septembre 2023 : colonel Piotr Lisowski  Pologne.

## Ramifications politiques
L'accord entre la Lituanie, la Pologne et l'Ukraine a été signé deux jours avant un sommet de l'UE avec la Russie visant à renforcer la coopération entre ces deux derniers. Les analystes s'attendaient à ce que la formation de la brigade puisse irriter la Russie, la Russie étant contre l'adhésion de l'Ukraine à l'OTAN. Un porte-parole de l'OTAN a salué le plan polono-lituanien, déclarant que la coopération pourrait accroître la confiance et les capacités de chacun.
Selon le vice-ministre polonais de la Défense, Stanisław Komorowski : « Cette décision reflète notre soutien à l'Ukraine. Nous voulons rapprocher l'Ukraine des structures occidentales, y compris militaires ».
En novembre 2009, le journal polonais Gazeta Wyborcza a prédit que les chances que la brigade devienne une réalité étaient plus grandes si Ioulia Timochenko remportait l'élection présidentielle ukrainienne de 2010, et plus petites si Viktor Ianoukovitch les remportait. C'est finalement ce dernier qui a remporté la victoire, mais les préparatifs de la brigade se sont poursuivis. Ianoukovitch a déclaré le 27 mai 2010 que l'Ukraine considérait les relations de l'Ukraine avec l'OTAN comme un partenariat, « Et l'Ukraine ne peut pas vivre sans ce [partenariat], car l'Ukraine est un grand pays ».